# Калусовский, Цезарий Игнатьевич
Калусовский Цезарий Игнатьевич (1836, ок. Вильно — 27 декабря 1909, Иркутск) — польский повстанец (1863) ссыльный (1863), провизор, владелец аптеки.
Самых больших размеров достигла польская ссылка после подавления национально-освободительного восстания 1863—1864 гг. По разным источникам, в Сибирь за три года было отправлено от 18 до 22 тысяч польских патриотов. В числе других лиц, принимавших активное участие в польском восстании,Калусовский был арестован и виленским военно окружным- судом приговорён к 8-летним каторжным работам в нерчинские рудники. Ц. И. Калусовский в декабре 1864 был привезён в Иркутск, откуда через некоторое время был отправлен в Верхнеудинск, затем в Нерчинск и в Александровск, где он и пробыл до 1868. Высочайший манифест этого года, сокративший на половину срок каторжных работ Ц. И. Калусовскому, дал ему возможность выехать в Иркутск.
Во время его проезда, в районе Снежной и Мишихи произошло Кругобайка́льское восста́ние 1866 года — восстание, поднятое ссыльными поляками в Прибайкалье летом 1866 года. Это помешало Ц.И. Калусовскому благополучно добраться до Иркутска. Он был арестован и привезен в иркутскую тюрьму, а после разбирательств Калусовский был определен на постоянное жительство в Балаганский уезд, с. Олонки. Здесь он избрал своею специальностью медицинскую практику: стал лечить своих товарищей, крестьян с. Олонки и соседних деревень. В 1870 г. Ц. Калусовскому за помощь в подавлении эпидемии, получил от исправника разрешение выехать в Иркутск, где вскоре получил право место жительства. Как опытный провизор, он начал работать в аптеке Воронова с зарплатой 15 р. в месяц.
По получении по Высочайшему манифесту 1874 права передвижения по Восточной Сибири и проживания в городах, он совместно с Гартунгом открывает в Иркутске завод искусственных минеральных вод. В 1880 он с Понтовичем вновь открывает завод минеральных вод. В 1880 он получает место управляющего Михеевской аптекой, а в 1885 уезжает в Бодайбо. По приезде оттуда Ц. И. Калусовский поступил в аптеку на хлебном базаре, а оттуда в аптеку Жарникова. В 1895 он арендует Михеевскую аптеку, а в 1897 открывает в Иркутске уже собственную.
Умер Ц. И. Калусовский 27 декабря 1910 года (73 г.).
Дети и семья. Был женат на Анне Юдиной, имевшей от первого брака детей Михаила, Александра и Анну. У них было три совместных дочери — Антонина, Клавдия (замужем за профессором И. А. Обергардом) и Мария.
Литература:
А. Д. Одинец, Е. А. Федорова.  Иркутский фармацевт и меценат Цезарий Игнатьевич Калусовский // История врачебного и фармацевтического дела в Восточной Сибири (вклад польских фармакологов XIX-XX века). - Иркутск, 2013. - С. 10-16.